# Арне Стремберг
Арне Стремберг (швед. Arne Strömberg; Карлскрона, 20. јун 1920 − Стокхолм, 21. јануар 1988) био је професионални шведски хокејашки тренер.  
Пуних десет година обављао је функцију селектора репрезентације Шведске (1961−1971) са којом је успео да освоји три сребра и једну бронзу на светским првенствима. У каријери је водио и неколико клубова, између осталих Ферјестад и Фрелунду, а каријеру је окончао на позицији селектора репрезентације Норвешке.